# Richard Greenop
Richard Greenop (né le 24 février 1989 à Oshawa dans la province de l'Ontario au Canada) est un joueur professionnel canadien de hockey sur glace.

## Biographie

### Carrière amateure
En 2007, il est repêché par les Blackhawks de Chicago au 6e tour, à la 156e position au total. Malgré sa conquête de la coupe Memorial avec les Spitfires de Windsor, les droits de Greenop ne sont pas retenus par les Blackhawks en 2009. Il attire cependant l'attention de Brian Burke, qui est à la recherche d'un homme fort pour le club-école des Maple Leafs de Toronto et qui tente alors d'établir une identité plus physique chez la franchise. Avant de rejoindre les Leafs, Greenop était considéré comme l'un des joueurs les plus physiques de la LHO.

### Carrière professionnelle
En 2009, Greenop commence sa carrière professionnelle avec les Marlies de Toronto dans la LAH après avoir signé un contrat d'entrée de trois ans avec les Leafs durant l'été. En pleine pandémie de grippe H1N1, il est atteint d'une souche commune de grippe alors que l'organisation des Leafs est critiquée pour leurs procédures de vaccination contre la grippe après l'infection de Tyler Bozak et Andre Deveaux.
Le 11 février 2011, alors qu'il s'aligne avec les Royals de Reading dans l'ECHL, il est victime d'une commotion cérébrale lors d'une rencontre contre les Devils de Trenton. À la suite de cette blessure, il ne joue que deux autres matchs de la saison. Le suite de sa carrière est alors incertaine alors qu'il combat les séquelles de ses commotions cérébrales. Incapable de revenir au jeu, il quitte l'organisation des Leafs le 1er juillet 2012 ce qui met fin à sa carrière de joueur.

## Statistiques
| Saison    | Équipe               | Ligue |    | Saison régulière | Saison régulière | Saison régulière | Saison régulière | Saison régulière |   | Séries éliminatoires | Séries éliminatoires | Séries éliminatoires | Séries éliminatoires | Séries éliminatoires |
| Saison    | Équipe               | Ligue | PJ | B                | A                | Pts              | Pun              | PJ               | B | A                    | Pts                  | Pun                  |                      |                      |
| 2006-2007 | Spitfires de Windsor | LHO   | 48 | 3                | 9                | 12               | 149              | -                | - | -                    | -                    | -                    |                      |                      |
| 2007-2008 | Spitfires de Windsor | LHO   | 60 | 2                | 3                | 5                | 194              | 5                | 0 | 0                    | 0                    | 2                    |                      |                      |
| 2008-2009 | Spitfires de Windsor | LHO   | 60 | 4                | 4                | 8                | 156              | 15               | 0 | 0                    | 0                    | 28                   |                      |                      |
| 2009-2010 | Marlies de Toronto   | LAH   | 42 | 2                | 3                | 5                | 136              | -                | - | -                    | -                    | -                    |                      |                      |
| 2010-2011 | Royals de Reading    | ECHL  | 19 | 1                | 2                | 3                | 24               | -                | - | -                    | -                    | -                    |                      |                      |
| 2010-2011 | Marlies de Toronto   | LAH   | 11 | 0                | 3                | 3                | 28               | -                | - | -                    | -                    | -                    |                      |                      |
| 2011-2012 | Marlies de Toronto   | LAH   | 0  | 0                | 0                | 0                | 0                | -                | - | -                    | -                    | -                    |                      |                      |